# Gabriel Costa
Gabriel Arcanjo Ferreira da Costa (1954) es un político santotomense. Fue primer ministro de Santo Tomé y Príncipe desde el 12 de diciembre de 2012 al 25 de noviembre de 2014. Ya había ocupado el mismo cargo del 28 de marzo al 7 de octubre de 2010.
Fue embajador en Portugal de 2000 a 2002. Fue nombrado primer ministro por el presidente Fradique de Menezes para liderar la coalición gubernamental en marzo de 2002. Sin embargo su gobierno sólo duró unos meses por el descontento de los militares. El 3 de diciembre de 2012 fue de nuevo llamado para liderar al gobierno tras la dimisión de Patrice Trovoada que había perdido su apoyo parlamentario. El nombramiento de Costa se apoyó en los tres principales partidos opositores que sumaban juntos 29 de los 55 escaños, el MLSTP/PSD, el Partido de la Convergencia Democrática - Grupo de Reflexión y el Movimiento Democrático de las Fuerzas del Cambio - Partido Liberal.